# الکساندر کوکو
الکساندر کوکو (فنلاندی: Aleksandr Kokko؛ زادهٔ ۴ ژوئن ۱۹۸۷) بازیکن فوتبال اهل فنلاند است.
از باشگاه‌هایی که در آن بازی کرده‌است می‌توان به باشگاه فوتبال رووانیمی پالوسئورا و باشگاه فوتبال واسان پالوسئورا اشاره کرد.
وی همچنین در تیم‌های ملی فوتبال زیر ۲۱ سال فنلاند و فنلاند بازی کرده‌است.